# 威州 (辽宁)
威州，唐朝时设置的羁縻州。
唐高祖武德元年（618年）李渊建唐不久，改隋朝遼東郡為辽州，下轄威化縣（燕支城、通定鎮，今遼寧省新民市高檯子鄉吉祥堡）。武德二年（619年），契丹内稽部附唐，在辽州安顿，为开唐纳契丹建州之先。初置辽州总管府，授首领孙敖曹为辽州总管，武德七年（624年）遼州总管府改為遼州都督府，自燕支城徙寄治营州城内（治今辽宁省朝阳市）。唐太宗贞观四年（630年）改為羈縻州，治所在威化县（今遼寧省朝陽市雙塔區狼山）。
貞觀十年（636年）以突厥烏突汗達干部落設置威州，治來遠縣（治今辽宁省綏中縣前衛鄉）。唐高宗咸亨年間改為瑞州。
武則天萬歲通天元年（696年）契丹陷营州，南迁辽州，寄治于良乡县石窟堡（今北京市房山区西北六十里）。神功元年（697年）辽州改名威州，为羁縻州，属幽州都督府。安史之亂後廢除。